# Mausund
Mausund est un groupe d'îles adjacentes et un village de pêcheurs de la commune de Frøya , en mer de Norvège dans le comté de Trøndelag en Norvège.

## Description
L'archipel de Mausund se trouve à 10 km au nord-ouest de l'île principale de Frøya, à peu près entre les îles de Sula et Froan. Le village de Mausund est réparti sur les petites îles de Måøya, Gårdsøya, Geitøya et Aursøya, qui sont toutes reliées par des ponts. C'est un village de pêcheurs avec une usine de transformation du poisson. La Måøy Chapel (en), datant de 1939, est également située sur Måøya.
Les îles sont reliées par ponts et routes. Mausund possède une école primaire et secondaire, des installations sportives et une piscine. Elle dispose de liaisons par bateaux rapides vers Sula, Froan et Halten, ainsi que vers Frøya et de là vers Trondheim. En 2006, une liaison par ferry a été ouverte vers le continent et Sula.

## Galerie

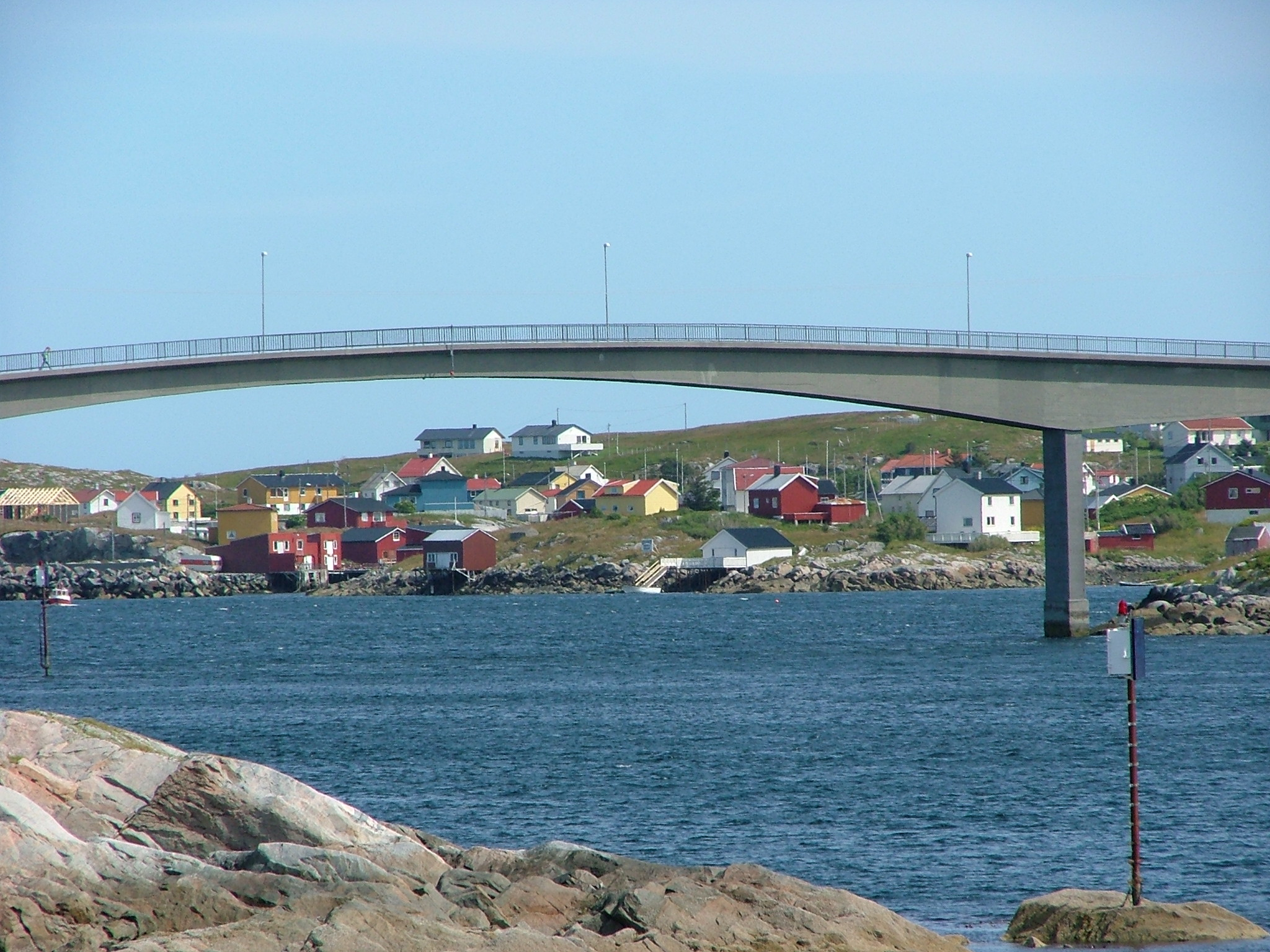
Pont entre Måøya et Aursøya
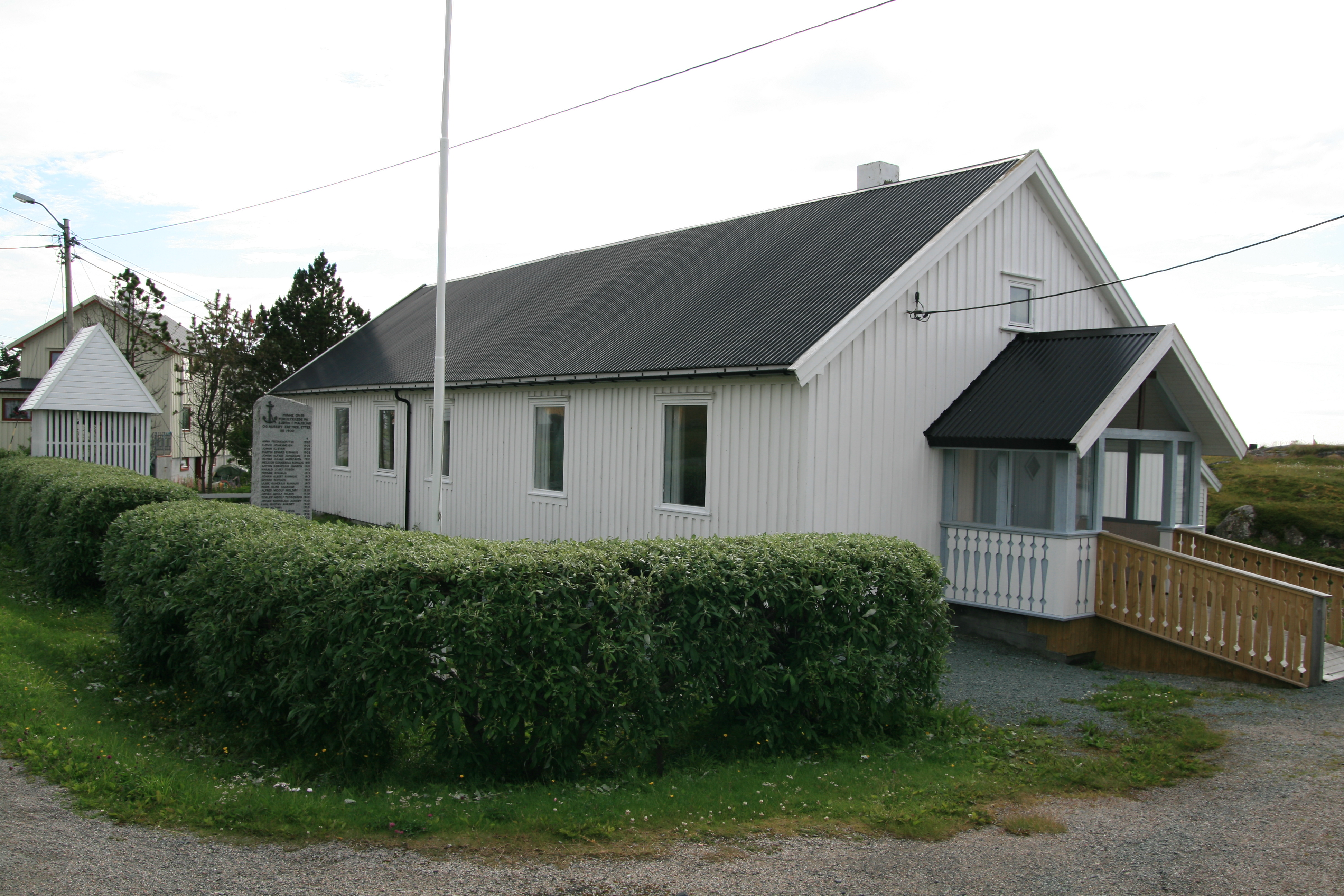
Chapelle de Måøya
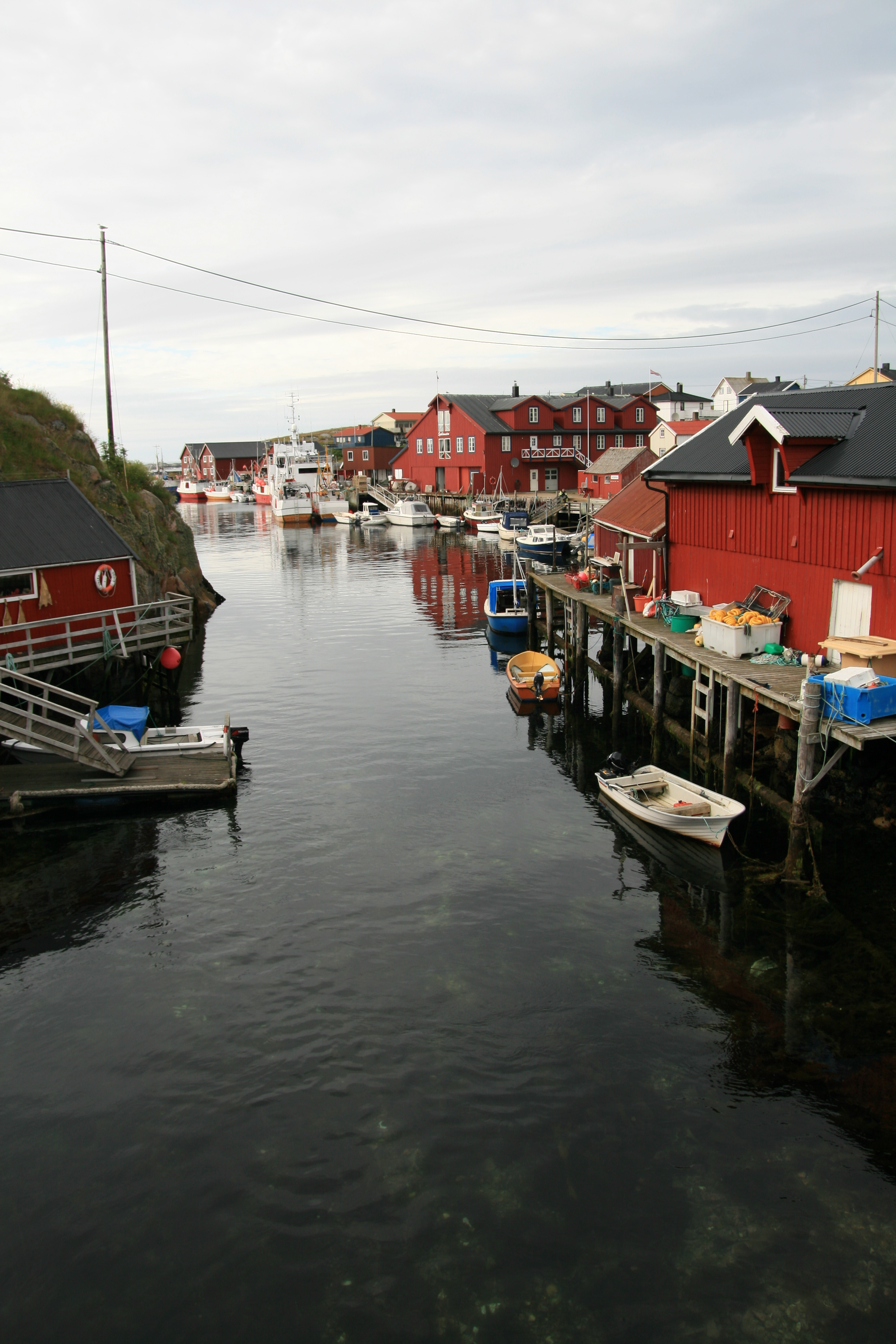
Gårdsøya
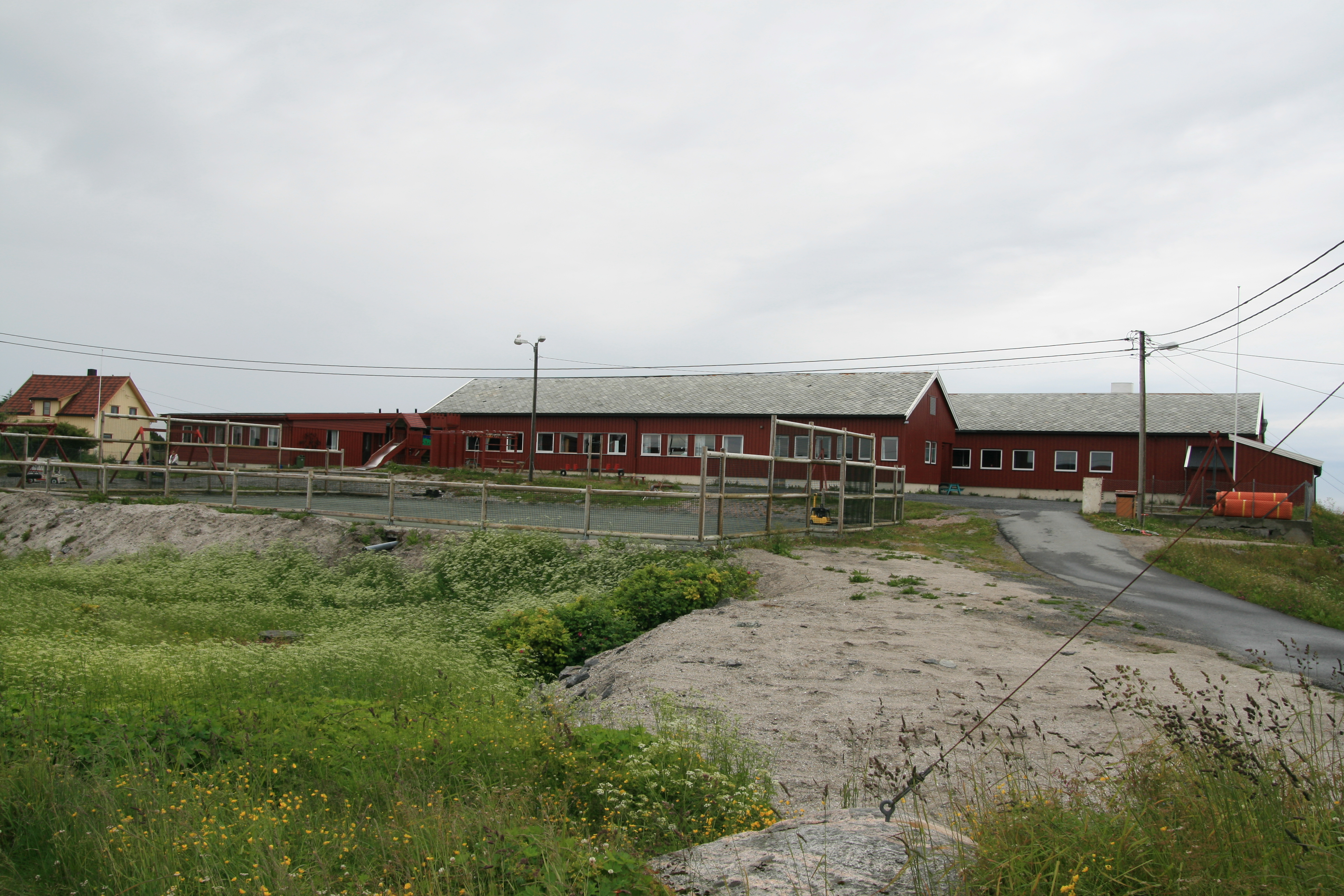
Ecole de Mausund